# 多布魯什
多布魯什（羅馬化：Dobruš，發音：[ˈdɔbruʂ]）是白俄罗斯戈梅利州多布魯什區内的城市及该区的行政中心。該市位於首都明斯克東南301公里的伊普季河畔，距離州府戈梅利28公里，由負責管轄，面積1,952平方公里，2009年人口18,330。第二次世界大戰期間，納粹德國在1941年8月至1943年10月佔領該鎮。

## 外部連結
- Dobrush regional portal （页面存档备份，存于）
- Dobrush Regional Executive Committee, in English （页面存档备份，存于）
- Photos at Radzima.org （页面存档备份，存于）
- Photos at Globus.tut.by